# Patrici (mestre dels oficis)
Patrici (mort el 475) va ser un dignatari romà oriental de la segona meitat del segle V que ocupava el càrrec de mestre d'oficis (magister officiorum) i va ser breument pretendent al tron l'any 475.

## Biografia
Patrici és esmentat com a mestre d'oficis per a l'Orient l'any 466. Va jugar un paper important en la caiguda d'Aspar, home fort de l'Imperi en aquell moment i aspirant al tron imperial, ja que ser ell qui va llegir al consell imperial el contingut de la correspondència que Ardabur, fill d'Aspar, mantenia amb els sassànides, rivals tradicionals de l'Imperi, per tal que aquests ataquessin i matessin al rival de son pare pel tron Zenó. La caiguda en desgràcia de la família d'Aspar i el clan gòtic, va permetre a Zenó, i al seu partit isàuric, ascendir de rang i convertir-se en els dominadors de la cort imperial. Patrici reapareix cap al 474-475, en el moment de la mort de l'emperador Lleó II el 9 de desembre de 474, a qui va succeir el seu pare Zenó. Patrici era llavors l'amant de Verina, l'influent emperadriu vídua de Lleó I, que va començar a conspirar contra Zenó. Presumiblement, ella volia que Patrici ascendís al tron i després es casés amb ella, però aquest no va aconseguir imposar-se dins la facció contraria a Zenó i finalment va ser Basilisc, el germà de Verina, qui va enderrocar-lo, temporalment, a principis del 475. Un dels primers actes del nou emperador va ser fer executar Patrici, a qui considerava un rival. Aquest acte va alienar el suport de la seva germana, que va tornar a recolzar Zenó.
Miroslaw Leszka va suggerir que Patrici i Basilisc podrien haver tingut la intenció de ser co-emperadors en el moment de la seva conspiració, però aquesta teoria rep poc suport. Peter Crawford creu que és possible que Verina donés suport principalment a Basilisc, però que va fer una sol·licitud per casar-se amb Patrici, que va ser rebutjada. Aleshores es va dirigir al general isàuric Il·los, que va prometre concedir la seva sol·licitud abans de donar suport a Basilisc al seu torn.